# Migration (album de Bonobo)
Albums de Bonobo
The North Borders
(mars 2013) Fragments
(2022)
Migration est le sixième album de Bonobo. Il est sorti le 13 janvier 2017.

## Liste des titres
1. Migration – 5:27
2. Break Apart (feat Rhye) - 4:35
3. Outlier - 7:55
4. Grains - 4:29
5. Second Sun - 3:44
6. Surface (feat Nicole Miglis) - 4:11
7. Bambro Koyo Ganda (feat Innov Gnawa) - 5:02
8. Kerala - 3:58
9. Ontario  - 3:53
10. No Reason (feat Nick Murphy) - 7:29
11. 7th Sevens - 5:07
12. Figures - 6:08